# Alexandre Boué
Alexandre Boué, né le 30 décembre 1870 à Tarbes (Hautes-Pyrénées) et mort le 3 juin 1942 à Tarbes, est un homme politique français.

## Biographie
Avocat à Tarbes, il est militant radical-socialiste, conseiller d'arrondissement de 1898 à 1919, conseiller général de 1919 à 1937, adjoint au maire de Tarbes en 1900 et maire de 1912 à 1933. Il est député des Hautes-Pyrénées de 1919 à 1924 et de 1925 à 1928, siégeant sur les bancs radicaux.

## Sources
- « Alexandre Boué », dans le Dictionnaire des parlementaires français (1889-1940), sous la direction de Jean Jolly, PUF, 1960 [détail de l’édition]